# Кравченко Михайло Степанович
Кравченко Михайло Григорович (27.12.1858–22.04.1917) — кобзар.

## З життєпису
У лютому 1902 року від М. Кравченка записав думи О. Сластіон, які надрукував у травні того ж року разом із статтею про кобзаря. О. Сластіон описав Кравченка, його репертуар, написав його портрет.
Михайло Степанович був знайомий з етнографом Опанасом Сластіоном, який записував від нього українські думи, знався з письменником Володимиром Короленком.
Мешкав М. Кравченко в невеликій хаті. Перша жінка померла, і він залишився з трьома дітьми. Одружився вдруге. У 1901–1902 роках жив у одній хаті зі своїм братом та його дружиною, які були хворими і нездатними до праці. М. Кравченко дуже бідував. Щоб прожити самому й утримати таку рідню (як до нього А. Шут, А. Никоненко й деякі інші співці-музики), заробляв не лише кобзарством, а й плетінням мотузок. Робота ця була тяжкою, псувала пальці
ці. «Як попов'єш, — говорив кобзар Ф. Колессі, — отих верьовок з місяць, так з пучок дванадцять шкур злізе, — куди вже там грати».
М. Кравченко був середнього росту, кремезний, голова у нього була майже кругла, чуб темно-русий. Симпатичний з обличчя, як писав О. Сластіон, з добрим, привітним виразом обличчя. Зауваження його були влучні, думки тверезі й правильні. Про себе розповідати не любив. Був скромний і мужній.
З відомостей, наведених О. Сластіоном та Г. Хоткевичем, бачимо, що в 1901–1902 роках репертуар М. Кравченка був досить різноманітним. Співвідношення в ньому дум, псалмів, пісень тощо було таке саме, як і в інших кобзарів. Правда, до зустрічі зі збирачами в репертуарі М. Кравченка було більше дум, ніж у 1901–1902 роках. Їх кількість зменшилась під впливом об'єктивних обставин. «Я дечого й більше знав, — розповідає кобзар Г. Хоткевичу, — та ото як почали нас переслідувати, так я й повикидав усе з голови, — думка така: нащо воно тепер і здалося».
За свідченням О. Сластіона, співав добре, хоч мав не дуже чистий голос. Особливо любив виконувати думи. Їх він повторював не дослівно. На запитання О. Сластіона про те, чого він в думи іноді вставляє слова, звороти і навіть цілі вірші (рядки), яких раніше не співав, кобзар відповів: «Е, то вже всякий так, се ж не пісня. Як підійде, знаєте: іноді й коротко, а іноді й довше буде… То вже всякий так: те забуде — друге вигада, або й од іншого згадує що-небудь. То вже у пісні друге діло, а то ж таки!..».
На початку 1902 року О. Сластіон улаштував поїздку М. Кравченка на кустарну виставку до Петербурга, де той мав виступати зі своїми думами та піснями. Зробити це пощастило на кошт Російського географічного товариства. О. Сластіон сам проводжав М. Кравченка. Посадивши кобзаря у вагон, запитав: «А що, дядьку Михайле, якби й вам Бог дав те, що тому Рябініну, — якби й вам довелося співати перед самим царем, що б ви тоді?» — «А що ж, — відповідав кобзар, — якщо Бог приведе до того, то прохатиму, щоб усій нашій братії було вільно ходить, де хочеш, а мені самому нічого не треба». О. Сластіон був вражений усвідомленням цією простою людиною інтересів «своєї братії», інтересів, які вона ставила вище за свої особисті.
М. Кравченко виступав у Петербурзі. У серпні того 1902 року М. Кравченко грав та брав участь з іншими кобзарями на XII Археологічному з'їзді у Харкові.
Крім Петербурга й Харкова, побув він і в 1905 в Катеринославі на XIII Археологічному конференції, Одесі, Ялті. У Москві Є Линьова спробували було записати його гру та спів на фонограф, але спроба ця не була дуже вдала. (Записи зберігаються в Пушкінському Домі в С. Петербурзі).
В 1904 його записував В. Шевченко (записи зберігаїться в ІМФЕ в Києві).
На початку XX століття М. Кравченко познайомився з російським письменником В. Г. Короленком. Колишній поводир кобзаря Г. Г. Легейда так згадує ті відвідини: "Прийшли ми одного разу до с. Хатки, де тоді влітку відпочивав В. Г. Короленко. Письменник був росту середнього, борода менша, ніж на портретах і молодший був. Дуже привітний. Зустрів він Кравченка дуже ласкаво. «Моє шанування!» — сказав і подав руку кобзареві. Потім грали і говорили, говорили… Коли ми зібралися іти, Короленко знову міцно потиснув руку Кравченкові і сказав: «До побачення!» Ішов я тоді додому і думав: «Ні, не старець дядько Михайло, коли йому такі люди в дружбу йдуть».
В. Г. Короленко записав одну з його дум — «Чорна неділя в Сорочинцях».
М. Кравченко був свідком повстання селян у його рідному селі Великих Сорочинцях, яке спалахнуло 1905 року. У село було послано каральний загін на чолі з помічником миргородського повітового справника Барабаша. Повстанці відбили карателів, а Барабаша вбили. В ніч з 21 на 22 грудня до Великих Сорочинців прибув другий загін — цього разу з двома гарматами. Очолював його статський радник Полтавської земної управи Філонов. Повстання було придушене. Карателі провели масові арешти, жорстоко знущались із селян.
Повстання селян та жорстока розправа над ними залишили глибокий слід у серці М. Кравченка. Він склав дві думи: «Чорна неділя в Сорочинцях» та «Про Сорочинські події 1905 року». Завдяки оригінальному поєднанню традиційних і нових художніх засобів думи сприймаються як мистецькі твори. Незважаючи на трагічний кінець повстання, М. Кравченко вірив у те, що прийде розплата, і втілив цю віру в думі «Про Сорочинські події 1905 року».
До жанру дум у зображенні революційних подій нашої епохи звертатимуться кобзарі й пізніше, але М. Кравченко зробив це вперше.
Злидні, поневіряння, безперервні вимушені мандри, підірвали здоров'я народного митця, дочасно звели його в могилу.

### Бандура
У М. Кравченка було кілька бандур.
Одна бандура М. Кравченка зберігається у Миргородському краєзнавчому музеї. Кобза М. Кравченка (інв. № Д-316) надійшла до музею в незадовільному стані — без кілочків і струн. На тильному боці грифа викарбувано текст: «Оцю кобзу роздобувъ Мыхайло Стыпановичъ Кравченко, а переробляли брати Заикыны, а коштує вона дорогенько 10 карбованцівъ». Цей напис повідомляє нам прізвище невідомих сьогодні майстрів кобз (а можливо, й кобзарів) — братів Заїк із Миргородщини, слід гадати, з Великих Сорочинців, де й сьогодні є прізвище Заїка.
Бандура М. Кравченко, виготовлена Андріем Долченко, була купована в 1902 р. Н. И. Приваловым, на цей час знаходиться у етнографічному музеі (Санкт-Петербург).

### Репертуар
У 1902 році М. Кравченко знав чотири думи (О. Сластіон писав, що п'ять, але п'ятою він назвав варіант думи «Маруся Богуславка» — історичну пісню «Про дівку-бранку», інші думи згодом вивчив з книжних джерел), а також вісімнадцять псальмів, дванадцять сатиричних пісень. Крім того, знав багато інших пісень, чимало танців і маршів.
До репертуару М. Кравченка входили:
Думи  (5) — * «Втеча трьох братів із города Азова, з турецької неволі»,
- «Бідна вдова і три сини»,
- «Маруся Богуславка»,
- два невольницькі плачі; (Плач невольників,; Невольники на турецькій каторзі)
- «Чорна неділя в Сорочинцях»
- «Про Сорочинські події 1905 року»
- Самарські брати

Історичні пісні
- Про Сава Чалого
- «Про дівку-бранку»,

Псальми (18)